# Julio Koropeski
Julio Koropeski (n. 1 de enero de 1969) empresario argentino, dueño de la empresa de colectivos y taxi aéreo Crucero del Norte y actual presidente del Club Mutual Crucero del Norte, un club de fútbol de la ciudad de Garupá, en la provincia de Misiones fundado en el año 1989 y que en el año 2015 militó en la Primera División, Máxima categoría del fútbol argentino.

## luce
- Crucero del Norte